# Nichtproteinogene Aminosäuren
Nichtproteinogene Aminosäuren sind Aminosäuren, die nicht in Proteinen während der Translation eingebaut werden.
Sie wirken im Aminosäuren-Stoffwechsel und der Proteinbiosynthese daher oftmals als Aminosäureantagonisten.
Von den Aminocarbonsäuren sind die Aminoheterooxosäuren zu unterscheiden. Weitere Unterscheidungskriterien sind die Ständigkeit (Isomerie) der Amino- relativ zur Säuregruppe sowie ggf. die Konfiguration dieser funktionellen Gruppen, insbesondere in α-Aminosäuren.

## Eigenschaften

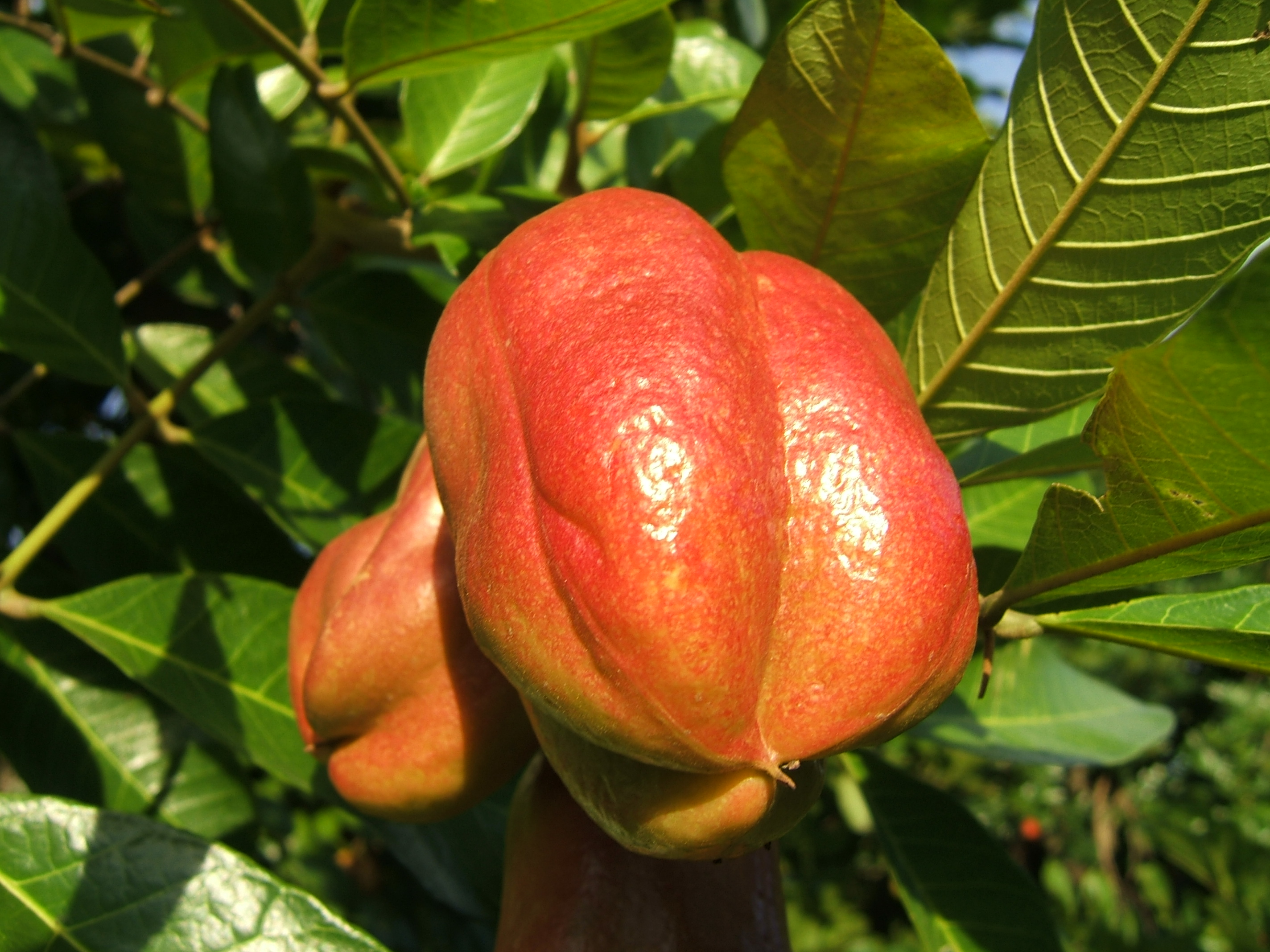
Akee-Pflanze mit Frucht. Der unreife Samenmantel enthält die nichtproteinogene Aminosäure Hypoglycin.

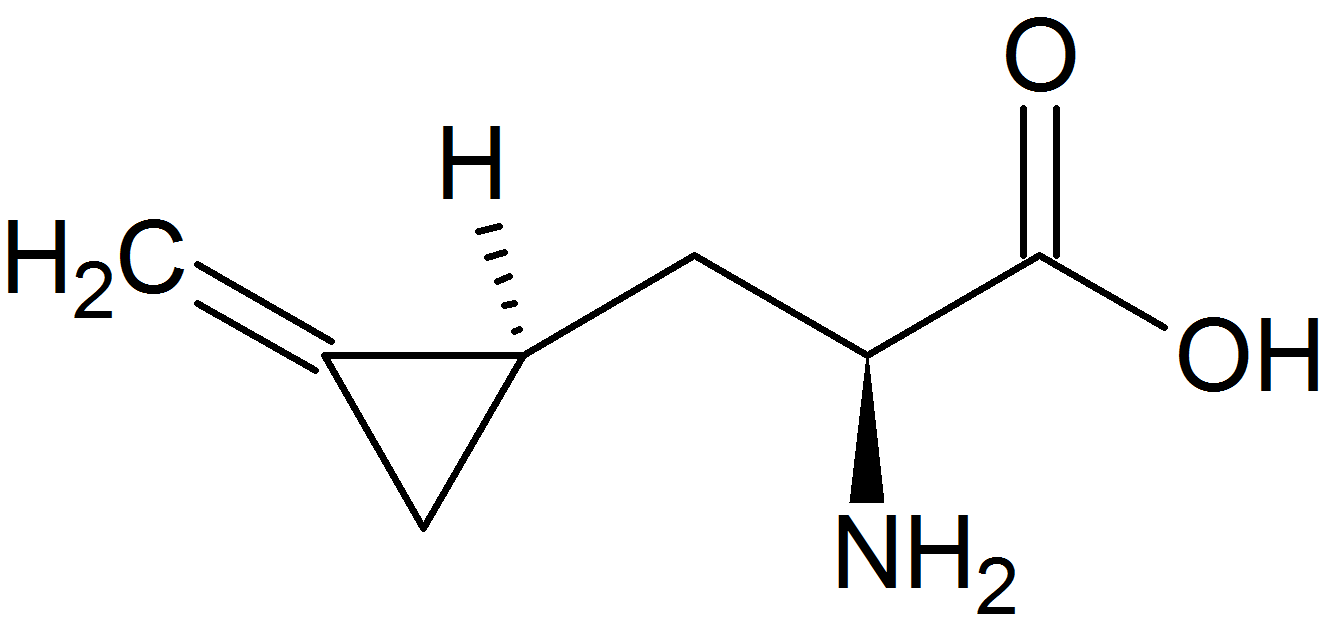
Strukturformel von Hypoglycin – eine nichtproteinogene Aminosäure.

Es sind bisher etwa 900 Aminosäuren bekannt (einschließlich der 22 proteinogenen Aminosäuren), die in Organismen vorkommen. Daneben existieren noch über 118 künstlich erzeugte Aminosäuren, die in Proteinen eingebaut wurden. Die natürlich gebildeten nichtproteinogenen Aminosäuren erfüllen verschiedene Funktionen. Manche entstehen als posttranslationale Modifikation in Proteinen (z. B. Phosphotyrosin, Hydroxyprolin, Formylmethionin, Cystin, Lanthionin,  Djenkolsäure, 2,6-Diaminopimelinsäure). Andere sind Metaboliten im Stoffwechsel (z. B. Ornithin, Citrullin, Argininosuccinat, Sarcosin, Homoserin, Homocystein, L-DOPA, 5-Hydroxytryptophan). Weitere dienen als Hormone (L-Thyroxin) und Neurotransmitter (z. B. GABA, D-Serin) oder auch als Toxine (β-Methylamino-Alanin, Ibotensäure, L-Azetidin-2-carbonsäure, Quisqualat, Canavanin).
Über 250 unterschiedliche nichtproteinogene Aminosäuren wurden als Bausteine der Oligopeptide oder kurzen Polypeptide gefunden, die durch nichtribosomale Peptidsynthetasen verschiedener Arten von Archaeen, Bakterien, Pilzen und Nacktkiemern aufgebaut werden.
Künstlich erzeugte Aminosäuren sind z. B. die Inhibitoren Isoserin, 2-Amino-5-phosphonovaleriansäure und der Synthesegrundstoff für β-Lactam-Antibiotika D-Phenylglycin. Im Miller-Urey-Experiment wurden unter anderem die Aminosäuren Norvalin und Norleucin künstlich erzeugt.

## Struktur
Im Gegensatz zu den proteinogenen Aminosäuren sind nicht alle nichtproteinogenen Aminosäuren L-α-Aminosäuren, z. B. die Gruppe der D-Aminosäuren oder die nicht-α-Aminosäuren wie β-Alanin, GABA, δ-Aminolävulinsäure oder 4-Aminobenzoesäure. Weitere nichtproteinogene Aminosäuren besitzen ein verändertes Peptid-Rückgrat wie 3-Aminoisobuttersäure oder Dehydroalanin. Es existieren ebenso nichtproteinogene Aminosäuren mit zwei Chiralitätszentren wie z. B. Cystathionin, Lanthionin, Djenkolsäure oder 2,6-Diaminopimelinsäure. Schwefel-enthaltende nichtproteinogene Aminosäuren sind z. B. Homocystein, Ethionin und Felinin. Selen-enthaltende nichtproteinogene Aminosäuren sind Methylselenocystein, Selenoethionin und Selenomethionin. Manche Arten wie Aspergillus fumigatus, Aspergillus terreus und Penicillium chrysogenum sind in Abwesenheit von Schwefel in der Lage, Tellurocystein und Telluromethionin zu produzieren und in Proteine einzubauen, während diese Aminosäuren für die meisten Arten nichtproteinogen sind.

## Beispiele
| Aminosäure                           | Funktion                                                        | Struktur                                      | Strukturformel                                                         |
| ------------------------------------ | --------------------------------------------------------------- | --------------------------------------------- | ---------------------------------------------------------------------- |
| Taurin                               |                                                                 |                                               |                                                                        |
| L-Thyroxin (T4)                      | Hormon der Schilddrüse                                          | L-α-Aminosäure                                |                                                                        |
| 2,6-Diaminopimelinsäure (DAP)        | Bestandteil in bakteriellen Zellwänden                          | α-Aminosäure mit 2 Stereozentren              | 200.svg                                                                |
| Azetidin-2-carbonsäure               | Toxin der Maiglöckchen                                          | L-α-Aminosäure, sekundäres Amin in einem Ring |                                                                        |
| Sarkosin                             | Stoffwechselzwischenprodukt im Aminosäurestoffwechsel           | N-Methyl-α-aminosäure                         |                                                                        |
| Homoserin                            | Abbauprodukt von Methionin                                      | L-α-Aminosäure                                |                                                                        |
| Lanthionin                           | in Strukturproteinen                                            | α-Aminosäure mit 2 Stereozentren              |                                                                        |
| Djenkolsäure                         | Fraßgift von Archidendron jiringa (Jengkol), einer Hülsenfrucht | α-Aminosäure mit 2 Stereozentren              |                                                                        |
| Cystathionin                         | Intermediat der Biosynthese von Cystein                         | α-Aminosäure mit 2 Stereozentren              |                                                                        |
| L-Homocystein                        | Abbauprodukt von Methionin                                      | L-α-Aminosäure                                |                                                                        |
| Ethionin                             | Methionin-Antagonist                                            | L-α-Aminosäure                                |                                                                        |
| 5-Aminolävulinsäure (5-ALA)          | Vorstufe des Häms                                               | δ-Aminosäure                                  |                                                                        |
| p-Aminobenzoesäure (PABA)            | bakterielle Folsäuresynthese                                    | aromatisches Rückgrat                         |                                                                        |
| Dehydroalanin (DHA)                  | Abbauprodukt von Cystein                                        | Doppelbindung am α-C-Atom                     |                                                                        |
| γ-Aminobuttersäure (GABA)            | inhibitorischer Neurotransmitter                                | γ-Aminosäure                                  |                                                                        |
| 3-Aminoisobuttersäure                | ist in den Fettstoffwechsel involviert                          | β-Aminosäure                                  |                                                                        |
| L-Ornithin                           | Stoffwechselzwischenprodukt im Harnstoffzyklus                  | L-α-Aminosäure                                |                                                                        |
| L-Citrullin                          | Stoffwechselzwischenprodukt im Harnstoffzyklus                  | L-α-Aminosäure                                |                                                                        |
| Argininosuccinat                     | Stoffwechselzwischenprodukt im Harnstoffzyklus                  | L-α-Aminosäure                                |                                                                        |
| L-3,4-Dihydroxyphenylalanin (L-DOPA) | Stoffwechselzwischenprodukt bei der Synthese von Katecholaminen | L-α-Aminosäure                                |                                                                        |
| L-5-Hydroxytryptophan (5-HTP)        | Stoffwechselzwischenprodukt bei der Serotoninsynthese           | L-α-Aminosäure                                |                                                                        |
| β-Alanin                             | Baustein von Coenzym A                                          | β-Aminosäure                                  |                                                                        |
| β-N-Methylamino-Alanin               | Neurotoxin in Cyanobakterien                                    | L-α-Aminosäure                                |                                                                        |
| Ibotensäure                          | Pilzgift                                                        | L-α-Aminosäure                                |                                                                        |
| D-Valin                              | Bestandteil des Antibiotikums Valinomycin                       | D-Aminosäure                                  |                                                                        |
| D-Alanin                             | Bestandteil in bakteriellen Zellwänden                          | D-Aminosäure                                  |                                                                        |
| D-Glutaminsäure                      | Bestandteil in bakteriellen Zellwänden                          | D-Aminosäure                                  |                                                                        |
| Hypoglycin                           | Toxin der Akee-Pflanze                                          | L-α-Aminosäure                                |                                                                        |
| L-4-Hydroxyprolin                    | Stabilisiert die Struktur des Kollagens                         | L-α-Aminosäure, sekundäres Amin in einem Ring |                                                                        |
| Pipecolinsäure                       | Abbauprodukt von Lysin                                          | L-α-Aminosäure, sekundäres Amin in einem Ring |                                                                        |
| Glufosinat                           | Herbizid, enthält Phosphinsäure-Gruppe                          | L-α-Aminosäure                                | Chemische Strukturformel von Glufosinat (Stereozentrum mit * markiert) |

## Anwendungen
Nichtproteinogene Aminosäuren können mit nichtribosomalen Peptidsynthetasen, durch Proteinligation, durch eine Peptidsynthese oder durch genetische Reprogrammierung in Proteine eingebaut werden. Mit Peptiden, die nichtproteinogene Aminosäuren enthalten, können die Substratspezifitäten von Peptidasen untersucht und Proteaseinhibitoren entwickelt werden. β-Peptide sind aus β-Aminosäuren aufgebaut.